# Gülşen Aktaş
Gülşen Aktaş (* 1957 in Ostanatolien) ist eine türkische Lehrerin und Politologin, die sich in Deutschland für die Belange von Migrantinnen einsetzt.

## Leben
Gülşen Aktaş wuchs in der Türkei bei Verwandten und in Heimen auf. Ihr Vater war früh verstorben, die Mutter emigrierte ohne ihre Kinder als Gastarbeiterin nach Deutschland und arbeitete in einer Fabrik, um ihre vier Töchter in der Türkei zu versorgen. Aktaş legte in der Provinz Diyarbakir das Abitur ab und wurde Grundschullehrerin. Im Alter von 21 Jahren folgte sie ihrer Mutter nach Deutschland. In Berlin und Frankfurt am Main absolvierte sie ein Studium der Politikwissenschaft, arbeitete anschließend unter anderem in einem der ersten Frauenhäuser Berlins und war in verschiedenen Immigranten- und Frauenprojekten tätig. Sie berichtete Anfang der 1990er in einem vielbeachteten Artikel von Rassismuserfahrungen von Migrantinnen in deutschen Frauenhäusern. Gefordert wurde daraufhin eine stärkere Berücksichtigung spezifischer Situationen von Migrantinnen, in einigen Frauenhäusern wurden Quotenregelungen zur Erhöhung des Migrantinnenanteils unter den Mitarbeiterinnen eingeführt.
Aktaş gründete ein Frauennetzwerk für armenische, türkische, kurdische, bosnische und arabische Frauen und Mädchen und beriet Schülerinnen und Eltern unterschiedlicher Herkunft an einer Grundschule in Berlin-Schöneberg. Von 2007 bis Ende 2023 leitete sie in Berlin die Seniorenfreizeitstätte Huzur und hat für ältere Migranten Kulturtouren in Berlin angeboten.

## Auszeichnungen
- 1. Kosmopolita des Bezirks Tempelhof-Schöneberg 2009
- Verdienstorden des Landes Berlin, 2011[3]

## Werke
- Entfernte Verbindungen: Rassismus, Antisemitismus, Klassenunterdrückung. Orlanda Frauenverlag, 1993